# Лупешть (Васлуй)
Лупешть, Лупешті (рум. Lupești) — село у повіті Васлуй в Румунії. Входить до складу комуни Мелуштень.
Село розташоване на відстані 238 км на північний схід від Бухареста, 52 км на південь від Васлуя, 111 км на південь від Ясс, 84 км на північ від Галаца.

## Населення
За даними перепису населення 2002 року у селі проживали 638 осіб.
Національний склад населення села:
| Національність | Кількість осіб | Відсоток |
| -------------- | -------------- | -------- |
| румуни         | 536            | 84,0%    |
| цигани         | 102            | 16,0%    |

Рідною мовою назвали:
| Мова      | Кількість осіб | Відсоток |
| --------- | -------------- | -------- |
| румунська | 536            | 84,0%    |
| циганська | 102            | 16,0%    |